# Blossia longipalpis
Blossia longipalpis är en spindeldjursart som först beskrevs av Lawrence 1935.  Blossia longipalpis ingår i släktet Blossia och familjen Daesiidae. Inga underarter finns listade.